# Gran Premio d'Italia 2021
Il Gran Premio d'Italia 2021 è stata la quattordicesima prova della stagione 2021 del campionato mondiale di Formula 1. La gara si è corsa domenica 12 settembre sul circuito di Monza ed è stata vinta dall'australiano Daniel Ricciardo su McLaren-Mercedes, all'ottavo ed ultimo successo in carriera; Ricciardo ha preceduto all'arrivo il suo compagno di squadra, il britannico Lando Norris e il finlandese Valtteri Bottas su Mercedes.
Questo Gran Premio segna l'ultima gara in F1 per Robert Kubica.

## Vigilia

### Sviluppi futuri
Il pilota finlandese della Mercedes, Valtteri Bottas, stipula un accordo pluriennale con l'Alfa Romeo Racing a partire dalla prossima stagione, in sostituzione dell'altro finlandese Kimi Räikkönen, che ha annunciato il ritiro dalla Formula 1, dopo 19 stagioni, record assoluto, alla vigilia del precedente Gran Premio d'Olanda. Al termine del campionato, Bottas, in coppia con l'altro pilota titolare della Mercedes dalla stagione 2017, il britannico Lewis Hamilton, avranno insieme accumulato esattamente 100 gare da compagni di squadra, dietro solo al duo Michael Schumacher e Rubens Barrichello con la Ferrari, a quota 104 Gran Premi, stabiliti dalla stagione 2000 a quella 2005.
L'AlphaTauri conferma la coppia di piloti titolari, il giapponese Yuki Tsunoda e il francese Pierre Gasly, anche per il 2022.
Il pilota britannico della Williams, George Russell, firma un accordo pluriennale con la Mercedes a partire dalla stagione successiva, prendendo il posto di Valtteri Bottas.
Il pilota canadese della Williams, Nicholas Latifi, viene confermato anche per la prossima stagione. Latifi viene affiancato dall'attuale pilota di riserva della Red Bull Racing e dell'AlphaTauri, il thailandese Alexander Albon, che torna ad essere pilota titolare a distanza di una stagione dopo aver guidato per la scuderia di Milton Keynes, prendendo il posto di George Russell.
Il Gran Premio di San Paolo in programma il successivo 14 novembre e che segna il debutto nel calendario del campionato mondiale di Formula 1 viene stabilito come il terzo e ultimo evento di questa stagione dove viene sperimentato il format che comprende la Qualifica Sprint, dopo l'utilizzo avvenuto per la prima volta nel Gran Premio di Gran Bretagna lo scorso luglio e per la seconda volta in questo Gran Premio.
A partire dalla prossima stagione viene stabilito che saranno obbligatorie sessioni di prove libere riservate ai giovani. Le squadre avranno un numero prestabilito di sessioni nelle quali schierare obbligatoriamente dei giovani debuttanti.

### Aspetti tecnici
Per questa gara, la Pirelli, fornitrice unica degli pneumatici, porta gomme di mescola C2, C3 e C4, le tre mescole centrali della gamma, la stessa tipologia utilizzata nelle ultime due edizioni.
La Federazione rende noto che al termine della gara del precedente Gran Premio d'Olanda, tra le prime dieci vetture classificate è stata sorteggiata la Red Bull di Max Verstappen per le verifiche tecniche. Esse sono risultate essere conformi al regolamento tecnico.
Due sono le zone stabilite dalla Federazione in cui è ammesso l'utilizzo del Drag Reduction System: la prima sul rettifilo dei box, con punto di determinazione del distacco fra piloti stabilito prima della curva 11 (curva Alboreto); la seconda sul rettilineo prima della Variante Ascari, con detection point posto prima della curva 7 (seconda curva di Lesmo).
La FIA raccomanda ai piloti di seguire le seguenti indicazioni: in caso di mancata percorrenza delle prime due curve (Variante del Rettifilo), ai piloti viene indicato di usare la via di fuga esterna passando attraverso le quattro file di blocchi di polistirene, in modo da rientrare in pista in condizioni di sicurezza; se si manca il punto di corda all'entrata della curva 5 (Variante della Roggia) andando dritto, i piloti sono obbligati a rimanere alla destra della linea gialla e del paletto, rientrando in pista in maniera sicura utilizzando la via di fuga esterna, con il tempo cancellato dalla direzione di gara. In aggiunta, i limiti della pista sono contrassegnati alla curva 11 (curva Alboreto): uscendo fuori dal tracciato i piloti vedranno il tempo e immediatamente quello successivo cancellato dai commissari sportivi. Al termine della disputa della sessione di prove libere del venerdì, la Federazione stabilisce che in caso di taglio dietro il punto di corda della curva 5 (Variante della Roggia), il tempo sul giro sarà invalidato dai commissari.
Prima dell'inizio della sessione di prove libere del venerdì sulla vettura di Nikita Mazepin viene sostituito il sistema di recupero dell'energia, montando la seconda unità. Sulle vetture di Max Verstappen, Robert Kubica e Antonio Giovinazzi vengono sostituiti gli impianti di scarico, montando la sesta unità, così come sulla vettura di Lando Norris, dove viene montata la quintà unità, su quella di Fernando Alonso, dove viene montata l'ottava unità, e su quella di Pierre Gasly, dove viene montata la settima unità. Tutti i piloti non sono penalizzati sulla griglia di partenza in quanto tutti i nuovi componenti installati rientrano tra quelli sostituibili entro il numero massimo prestabilito.

### Aspetti sportivi
Il Gran Premio si disputa nella sua collocazione classica in calendario, all'inizio del mese di settembre. Questa edizione del Gran Premio d'Italia festeggia i 100 anni dal primo Gran Premio corso il 4 settembre 1921 a Montichiari, in provincia di Brescia, non valido comunque per il campionato mondiale di Formula 1. Al sabato, infatti, viene celebrata la ricorrenza con una trentina di auto storiche provenienti da Brescia, che si schierano in pista.
La gara viene corsa nel terzo weekend consecutivo in quanto la Federazione, alla stipulazione del calendario avvenuta prima dell'inizio del campionato, ha collocato il ritorno, a distanza di 36 anni dall'ultima edizione, del precedente Gran Premio d'Olanda tra i Gran Premi del Belgio e d'Italia, stabilendo così la disputa di tre gare in tre settimane di seguito, come già successo una volta nel campionato 2018, per tre volte nella stagione 2020, e anche in questa stagione tra il Gran Premio di Francia e il Gran Premio d'Austria, quando il calendario è stato rivisitato a seguito della posticipazione del Gran Premio di Turchia, a causa delle restrizioni imposte dal Regno Unito ai viaggiatori provenienti dal Paese per via delle problematiche dettate dalla pandemia di COVID-19, inizialmente aggiunto al calendario con l'obiettivo di sostituire il Gran Premio del Canada precedentemente annullato.
L'Italia, dopo l'Austria, ospita due Gran Premi nel proprio territorio validi per il campionato mondiale di Formula 1 in questa stagione. A causa della posticipazione del Gran Premio di Turchia per via della pandemia di COVID-19, che aveva inizialmente rimpiazzato l'annullamento del Gran Premio del Canada, la Federazione ha modificato il calendario introducendo il Gran Premio di Stiria al posto della gara turca, tenutosi la settimana precedente al tradizionale Gran Premio d'Austria. Grazie alla disputa del Gran Premio dell'Emilia-Romagna avvenuta lo scorso aprile in sostituzione del Gran Premio di Cina, anch'esso annullato a causa dell'emergenza sanitaria, l'Italia diventa la seconda nazione a ospitare più di un Gran Premio.
Il Gran Premio rappresenta, per la seconda volta in questa stagione dopo il Gran Premio di Gran Bretagna, la sperimentazione della nuova formula, che potrà essere applicata nel corso del 2022 a diverse altre gare, il quale prevede la sessione denominata Qualifica Sprint (Sprint Qualifying), sponsorizzata dall'azienda Crypto.com che si occupa dello scambio di valute con sede a Hong Kong, da tenersi durante il weekend di gara, della durata di 18 giri per questo appuntamento o massimo 30 minuti da regolamento, il quale andrebbe a formare la griglia di partenza del Gran Premio. Il Gran Premio d'Italia è stato scelto come il secondo appuntamento dopo Silverstone, di tre previsti in questa stagione, lo scorso luglio. Al pilota vincitore della Qualifica Sprint è attribuita la pole position per la gara, valevole per il Trofeo Pole FIA. I primi tre classificati non salgono sul podio come tradizionalmente avviene per il classico Gran Premio domenicale, ma vengono premiati con una celebrazione specifica.
Il nuovo format in uso per questa gara, approvato dalla F1 Commission lo scorso aprile, consiste in una sessione di prove libere al venerdì, seguita dalle tradizionali qualifiche; al sabato è prevista una sessione di prove libere seguita dalla gara sprint di 100 km con scelta libera a livello di mescole di gomme e senza necessità di effettuare pit stop, con la griglia di partenza stilata in base alle qualifiche del giorno precedente, con inoltre in palio dei punti per i primi tre classificati (nell'ordine 3, 2 e 1); la domenica il consueto Gran Premio con scelta libera a livello di mescole di gomme con cui partire, con la griglia di partenza stilata in base all'ordine d'arrivo della gara sprint. Per via dell'uso della nuova formula, la FIA ha annunciato una diversa programmazione del Gran Premio, scegliendo gli orari locali già usati nel Gran Premio di Gran Bretagna. Al venerdì la prima sessione di prove libere si tiene dalle 14:30 alle 15:30, con le tradizionali qualifiche che si tengono dalle 18:00 alle 19:00; al sabato la seconda sessione di prove libere è prevista dalle 12:00 alle 13:00, con il nuovo formato della Qualifica Sprint in programma alle 16:30; la domenica l'orario di partenza del Gran Premio è fissato alle 15:00.
La gara italiana prevede la possibilità, per i tifosi, di assistere all'evento, come già accaduto per la maggioranza dei Gran Premi corsi nella parte centrale del campionato, in Europa. A differenza dell'edizione 2020 disputatasi a porte chiuse per via della pandemia, viene consentito agli spettatori di assistere al Gran Premio, ma solo quelli muniti del certificato COVID digitale dell'UE previsto per la gestione dell'emergenza sanitaria, con la capienza stabilita al 50% per le tribune e una presenza stimata di circa 15 000 spettatori al giorno. Lo scorso giugno, infatti, il Presidente di Automobile Club Milano, Geronimo La Russa, annuncia che il circuito di Monza dal mese successivo torna ad accogliere i tifosi in occasione della tappa del campionato del mondo endurance, e che questo evento può ospitare una presenza più sostanziosa di pubblico.
Alla vigilia del Gran Premio del Belgio, la curva Parabolica del circuito di Monza viene intitolata all'ex pilota automobilistico Michele Alboreto, rinominandola curva Alboreto. L'ex pilota italiano fu vicecampione del mondo nella stagione 1985 alla guida della Ferrari, prima di scomparire nel 2001 mentre effettuava i collaudi delle nuove Audi R8 Sport in preparazione della 24 Ore di Le Mans. La decisione viene ufficializzata il giorno prima della gara quando si disputa la seconda Qualifica Sprint della stagione.
Dopo aver saltato il ritorno del precedente Gran Premio d'Olanda a causa della positività al SARS-CoV-2, il pilota finlandese dell'Alfa Romeo Racing, Kimi Räikkönen, non è presente neanche a questa gara in quanto non recupera dalla positività, venendo anche in questo caso sostituito dal pilota di riserva, il polacco Robert Kubica.
L'ex pilota di Formula 1 Vitantonio Liuzzi è nominato commissario aggiunto da parte della FIA. L'italiano ha svolto in passato, in diverse occasioni, tale funzione, l'ultima al Gran Premio d'Ungheria. Per questo Gran Premio, è la casa automobilistica tedesca Mercedes a fornire la safety car e la medical car.

## Prove

### Resoconto
Lewis Hamilton è il pilota più veloce della sessione del venerdì. Il britannico, che ha ottenuto un tempo simile al migliore dell'analoga sessione del 2020, ha colto la migliore prestazione con gomme medie. Hamilton è stato più veloce di quattro decimi sul tempo di Max Verstappen, che ha cercato la prestazione con le mescole più morbide. L'olandese ha preceduto Valtteri Bottas e Lance Stroll. Il terzo tempo sarebbe stato di Lando Norris, che però è stato cancellato dai commissari, avendo superato i limiti della pista alla curva 11 (curva Alboreto).
L'altro pilota della Red Bull Racing, Sergio Pérez, è solo decimo, ma è stato particolarmente competitivo nella prima fase della sessione, con l'utilizzo di gomme medie.
È stato uno il tempo cancellato per non aver percorso correttamente la curva 5 (Variante della Roggia), utilizzando la via di fuga esterna, mentre 10 i tempi cancellati ai piloti per aver oltrepassato i limiti alla curva 11 (curva Alboreto), durante la sessione di prove libere del venerdì. Nel primo caso si è visto cancellare il tempo Charles Leclerc; nel secondo caso si sono visti cancellare il tempo Charles Leclerc e Pierre Gasly (due volte), Mick Schumacher, Fernando Alonso, Yuki Tsunoda, Daniel Ricciardo, Lando Norris e Carlos Sainz Jr. (una volta).
Al termine della sessione di prove libere del venerdì, sulle vetture di Yuki Tsunoda, Nikita Mazepin, George Russell e Nicholas Latifi vengono sostituite le trasmissioni. Nessun pilota è penalizzato sulla griglia di partenza: Tsunoda e Mazepin hanno utilizzato la precedente trasmissione per sei Gran Premi consecutivi; Russell non ha completato il precedente Gran Premio d'Olanda; Latifi, nella precedente gara, ha dovuto sostituire la precedente trasmissione, che è stata montanta prima della disputa di sei gare di fila.
Prima dell'inizio della sessione di prove libere del sabato sulla vettura di Charles Leclerc viene sostituita la power unit. Il monegasco non è penalizzato sulla griglia di partenza in quanto l'unità installata equivale alla prima specifica già utilizzata durante la stagione. Sulla vettura di Valtteri Bottas viene installata la terza unità relativa all'unità di controllo elettronico. Il pilota finlandese è penalizzato di 10 posizioni sulla griglia di partenza. La penalità non ha effetto pratico in quanto già costretto a partire dal fondo dello schieramento a seguito della sostituzione di diverse componenti della power unit prima della disputa delle qualifiche al venerdì.
Al sabato, con vetture già in parco chiuso, in attesa della gara di qualifica del pomeriggio, le due Mercedes precedono le due Red Bull Racing. Il migliore è Hamilton, che si è concentrato sull'utilizzo delle mescole morbide e poi di quelle dure, che fa meglio di Bottas, che invece, oltre alle dure, ha testato le gomme a mescola media. A meno di due decimi dal tempo del finlandese ha chiuso Verstappen.
La sessione è stata interrotta, circa alla sua metà, per un incidente che ha coinvolto Carlos Sainz Jr.. Lo spagnolo è uscito, a forte velocità, alla Variante Ascari. La monoposto è stata pesantemente danneggiata, soprattutto nelle sospensioni anteriori, tanto che è in dubbio la sua partecipazione alla gara di qualifica pomeridiana. Anche l'altro pilota della Ferrari, Leclerc, ha dovuto interrompere anzitempo la sessione, per un lieve indisposizione.
Sono stati quattro i tempi cancellati ai piloti per non aver percorso correttamente la curva 5 (Variante della Roggia), utilizzando la via di fuga esterna, e quattro i tempi cancellati per aver oltrepassato i limiti alla curva 11 (curva Alboreto), durante la sessione di prove libere del sabato. Nel primo caso si sono visti cancellare il tempo Mick Schumacher (due volte), Valtteri Bottas e Lewis Hamilton (una volta); nel secondo caso si sono visti cancellare il tempo Carlos Sainz Jr., Nikita Mazepin, Lando Norris e Sebastian Vettel.
La Haas è stata multata di 700 euro in quanto Nikita Mazepin ha superato la velocità stabilita nella corsia dei box.

### Risultati
Nella sessione del venerdì si è avuta questa situazione:
| Pos | Nº | Pilota          | Costruttore           | Tempo    | Gap    | Giri |
| --- | -- | --------------- | --------------------- | -------- | ------ | ---- |
| 1   | 44 | Lewis Hamilton  | Mercedes              | 1'20"926 |        | 28   |
| 2   | 33 | Max Verstappen  | Red Bull Racing-Honda | 1'21"378 | +0"452 | 22   |
| 3   | 77 | Valtteri Bottas | Mercedes              | 1'21"451 | +0"525 | 29   |

Nella sessione del sabato si è avuta questa situazione:
| Pos | Nº | Pilota          | Costruttore           | Tempo    | Gap    | Giri |
| --- | -- | --------------- | --------------------- | -------- | ------ | ---- |
| 1   | 44 | Lewis Hamilton  | Mercedes              | 1'23"246 |        | 25   |
| 2   | 77 | Valtteri Bottas | Mercedes              | 1'23"468 | +0"222 | 24   |
| 3   | 33 | Max Verstappen  | Red Bull Racing-Honda | 1'23"662 | +0"416 | 23   |

## Qualifiche

### Resoconto
Prima dell'inizio della sessione di qualifica sulla vettura di Valtteri Bottas viene installata la quarta unità relativa al motore a combustione interna, al turbocompressore, all'MGU-H, all'MGU-K e all'impianto di scarico. Il pilota finlandese è penalizzato sulla griglia di partenza ed è costretto a partire dal fondo dello schieramento della gara della domenica.
La temperatura dell'aria è di 25 °C e quella dell'asfalto di 33, all'inizio della sessione di qualifica.
Charles Leclerc è il primo pilota a chiudere un giro cronometrato, battuto poi dal compagno di scuderia Carlos Sainz Jr.. Il monegasco sembra lamentare dei problemi all'impianto dei freni. In seguito è Max Verstappen che prende la vetta della graduatoria, battuto facilmente da Lando Norris, che scende sotto il minuto e 22. L'arrivo delle Mercedes stravolge la classifica: Valtteri Bottas prima e Lewis Hamilton poi, portano il limite a 1'20"543. Alle loro spalle s'installa Daniel Ricciardo. Pierre Gasly e Antonio Giovinazzi sono quarto e quinto, rispettivamente, con l'italiano staccato però di un secondo dal tempo di Hamilton. Verstappen, nel frattempo, si lamenta del traffico alla Variante della Roggia, che gli impedisce di completare un giro rapido. Anche Gasly, poco dopo, si lamenta via radio, per essere stato danneggiato da alcune vetture più lente, alla Variante Ascari.
I commissari aprono un'indagine su Nikita Mazepin, che nei box è stato mandato in pista al sopraggiungere di Leclerc. In seguito il russo è messo sotto inchiesta anche per aver ostacolato Robert Kubica, alla prima delle due curve di Lesmo. Norris risale terzo, prima che il suo tempo venga annullato dai commissari, per aver superato i limiti della pista alla curva 11 (curva Alboreto). Chi sale terzo ufficialmente è, invece, Sainz Jr.. Lo spagnolo cede presto la posizione a Verstappen. Nelle prime posizioni si vede anche Leclerc, quinto, mentre George Russell sale fino all'undicesimo posto. Ricciardo rimonta fino alla sesta posizione, mentre Pérez è settimo, davanti alle due Aston Martin.
Nei minuti finali Esteban Ocon risale in zona di sicurezza, così come Antonio Giovinazzi, che è quinto. Fa anche meglio Norris, terzo. Vengono eliminati Russell, Latifi, Schumacher, Kubica e Mazepin. Successivamente la direzione di gara cancella il miglior tempo di Yuki Tsunoda, per aver superato i limiti della pista alla curva 11 (curva Alboreto): il nipponico si trova così eliminato, a vantaggio di Russell.
La vettura di Leclerc presenta ancora dei problemi tecnici, ma il monegasco può comunque prendere parte alla Q2. Verstappen ferma i cronometri sull'1'20"710, mentre Pérez non fa meglio di 1'21"146. Bottas batte il tempo dell'olandese (1'20"032) ma, a sua volta, è preceduto da Hamilton (1'19"936). Anche le McLaren riescono a battere il tempo di Verstappen, posizionandosi a quattro decimi da Hamilton, così come Gasly. Giovinazzi sale settimo, davanti a Stroll e Leclerc.
A due minuti dalla fine della Q2 tutti i piloti affrontano ancora la pista, comportando un certo traffico, tanto che Hamilton sfiora la collisione con Vettel nella corsia dei box. La classifica viene rivoluzionata, tanto che, alla fine, non accedono in Q3 Vettel, Stroll, Alonso, Ocon e Russell.
In Q3 Bottas si lancia davanti a Hamilton, al fine di garantirgli una buona scia, anche se più di sei secondi separano i due piloti. Il finlandese chiude in 1'20"388 e Hamilton in 1'19"949. Alle loro spalle prima c'è Gasly, poi risale Verstappen, separato da 17 millesimi dal tempo di Hamilton. Ricciardo è capace di battere Bottas, e salire terzo, ma per pochi secondi, prima di essere, a sua volta, battuto dal compagno di team Norris. Col secondo tentativo Pérez concede la scia a Verstappen, che però non riesce a migliorarsi. Si migliorano, invece, Ricciardo, ma soprattutto Bottas, che scala primo. Norris batte il tempo di Ricciardo, posizionandosi quarto.
Sono stati tre i tempi cancellati ai piloti per non aver percorso correttamente la curva 5 (Variante della Roggia), utilizzando la via di fuga esterna, e tre i tempi cancellati per aver oltrepassato i limiti alla curva 11 (curva Alboreto), durante le qualifiche. Nel primo caso si sono visti cancellare il tempo Lance Stroll, Fernando Alonso e Yuki Tsunoda; nel secondo caso si sono visti cancellare il tempo Mick Schumacher, Lando Norris e Yuki Tsunoda.
Al termine delle qualifiche, Nikita Mazepin, Esteban Ocon e Sebastian Vettel vengono convocati dai commissari sportivi: il primo per aver ostacolato Robert Kubica, guidando troppo lentamente, durante la Q1; il secondo e il terzo in quanto fatti uscire dai box dai meccanici in condizioni non di sicurezza al sopraggiungere di altre vetture nella corsia della pit lane, durante la Q2. I commissari decidono di non prendere provvedimenti verso Mazepin, mentre l'Aston Martin e l'Alpine vengono multate di 5 000 euro a testa.

### Risultati
Nella sessione di qualifica si è avuta questa situazione:
| Pos                         | Nº | Pilota             | Costruttore               | Q1       | Q2       | Q3       | Griglia |
| --------------------------- | -- | ------------------ | ------------------------- | -------- | -------- | -------- | ------- |
| 1                           | 77 | Valtteri Bottas    | Mercedes                  | 1'20"685 | 1'20"032 | 1'19"555 | 1       |
| 2                           | 44 | Lewis Hamilton     | Mercedes                  | 1'20"543 | 1'19"936 | 1'19"651 | 2       |
| 3                           | 33 | Max Verstappen     | Red Bull Racing-Honda     | 1'21"035 | 1'20"229 | 1'19"966 | 3       |
| 4                           | 4  | Lando Norris       | McLaren-Mercedes          | 1'20"916 | 1'20"059 | 1'19"989 | 4       |
| 5                           | 3  | Daniel Ricciardo   | McLaren-Mercedes          | 1'21"292 | 1'20"435 | 1'19"995 | 5       |
| 6                           | 10 | Pierre Gasly       | AlphaTauri-Honda          | 1'21"440 | 1'20"556 | 1'20"260 | 6       |
| 7                           | 55 | Carlos Sainz Jr.   | Ferrari                   | 1'21"118 | 1'20"750 | 1'20"462 | 7       |
| 8                           | 16 | Charles Leclerc    | Ferrari                   | 1'21"219 | 1'20"767 | 1'20"510 | 8       |
| 9                           | 11 | Sergio Pérez       | Red Bull Racing-Honda     | 1'21"308 | 1'20"882 | 1'20"611 | 9       |
| 10                          | 99 | Antonio Giovinazzi | Alfa Romeo Racing-Ferrari | 1'21"197 | 1'20"726 | 1'20"808 | 10      |
| 11                          | 5  | Sebastian Vettel   | Aston Martin-Mercedes     | 1'21"394 | 1'20"913 | N.D.     | 11      |
| 12                          | 18 | Lance Stroll       | Aston Martin-Mercedes     | 1'21"415 | 1'21"020 | N.D.     | 12      |
| 13                          | 14 | Fernando Alonso    | Alpine-Renault            | 1'21"487 | 1'21"069 | N.D.     | 13      |
| 14                          | 31 | Esteban Ocon       | Alpine-Renault            | 1'21"500 | 1'21"103 | N.D.     | 14      |
| 15                          | 63 | George Russell     | Williams-Mercedes         | 1'21"890 | 1'21"392 | N.D.     | 15      |
| 16                          | 6  | Nicholas Latifi    | Williams-Mercedes         | 1'21"925 | N.D.     | N.D.     | 16      |
| 17                          | 22 | Yuki Tsunoda       | AlphaTauri-Honda          | 1'21"973 | N.D.     | N.D.     | 17      |
| 18                          | 47 | Mick Schumacher    | Haas-Ferrari              | 1'22"248 | N.D.     | N.D.     | 18      |
| 19                          | 88 | Robert Kubica      | Alfa Romeo Racing-Ferrari | 1'22"530 | N.D.     | N.D.     | 19      |
| 20                          | 9  | Nikita Mazepin     | Haas-Ferrari              | 1'22"716 | N.D.     | N.D.     | 20      |
| Tempo limite 107%: 1'26"181 |    |                    |                           |          |          |          |         |

In grassetto sono indicate le migliori prestazioni in Q1, Q2 e Q3.

## Qualifica Sprint

### Resoconto
La Ferrari ripara in tempo la monoposto di Sainz Jr., incidentata nel corso delle prove libere del mattino. Lo spagnolo è in condizioni fisiche adeguate, per poter partecipare alla gara di qualifica.
Alla partenza Valtteri Bottas mantiene il comando della corsa, mentre Lewis Hamilton è autore di una cattiva partenza, tanto da venir passato da Max Verstappen, al via, oltre che dalle due McLaren alla prima variante. Sempre alle prime due curve Pierre Gasly colpisce Daniel Ricciardo, e danneggia il musetto, che perde alla curva Grande. Il francese perde il controllo della monoposto e termina contro le barriere. La direzione di gara congela la gara con la safety car.
Al terzo giro la pista è ripulita e la gara riprende nella sua valenza agonistica. Bottas mantiene il comando comodamente, con Verstappen che controlla agevolmente il secondo posto che, stante la penalizzazione del finlandese, vale la pole position della domenica. Più dietro Hamilton si mette all'inseguimento del quarto posto di Lando Norris.
Al nono giro Sergio Pérez attacca Lance Stroll alla prima variante. Il messicano va lungo e deve restituire la nona posizione al canadese. La manovra di sorpasso di Pérez ha successo nel giro seguente. Pérez viene messo sotto indagine dai commissari per la manovra del nono giro, ma viene scagionato, considerando corretta la sua decisione di restituire, almeno temporaneamente, la posizione a Stroll. Hamilton cerca di avvicinarsi a Norris, ma le McLaren dimostrano una buona velocità di punta, che non consente al campione del mondo di attaccare il connazionale.
Bottas vince la gara di qualifica, conquistando i tre punti, davanti a Verstappen e Ricciardo. Questi due, considerando la penalizzazione del pilota della Mercedes, si divideranno la prima fila. Per Verstappen è l'undicesima pole position in carriera. Ricciardo torna in prima fila dal Gran Premio del Messico 2018.
È stato uno il tempo cancellato per aver oltrepassato i limiti alla curva 11 (curva Alboreto), durante la Qualifica Sprint. Se l'è visto cancellare Lando Norris.

### Risultati
I risultati della Qualifica Sprint sono i seguenti:
| Pos | Nº | Pilota             | Costruttore               | Giri | Tempo/Ritiro | Griglia | Punti | Griglia |
| --- | -- | ------------------ | ------------------------- | ---- | ------------ | ------- | ----- | ------- |
| 1   | 77 | Valtteri Bottas    | Mercedes                  | 18   | 27'54"078    | 1       | 3     | 19      |
| 2   | 33 | Max Verstappen     | Red Bull Racing-Honda     | 18   | +2"325       | 3       | 2     | 1       |
| 3   | 3  | Daniel Ricciardo   | McLaren-Mercedes          | 18   | +14"534      | 5       | 1     | 2       |
| 4   | 4  | Lando Norris       | McLaren-Mercedes          | 18   | +18"835      | 4       |       | 3       |
| 5   | 44 | Lewis Hamilton     | Mercedes                  | 18   | +20"011      | 2       |       | 4       |
| 6   | 16 | Charles Leclerc    | Ferrari                   | 18   | +23"442      | 8       |       | 5       |
| 7   | 55 | Carlos Sainz Jr.   | Ferrari                   | 18   | +27"952      | 7       |       | 6       |
| 8   | 99 | Antonio Giovinazzi | Alfa Romeo Racing-Ferrari | 18   | +31"089      | 10      |       | 7       |
| 9   | 11 | Sergio Pérez       | Red Bull Racing-Honda     | 18   | +31"680      | 9       |       | 8       |
| 10  | 18 | Lance Stroll       | Aston Martin-Mercedes     | 18   | +38"671      | 12      |       | 9       |
| 11  | 14 | Fernando Alonso    | Alpine-Renault            | 18   | +39"795      | 13      |       | 10      |
| 12  | 5  | Sebastian Vettel   | Aston Martin-Mercedes     | 18   | +41"177      | 11      |       | 11      |
| 13  | 31 | Esteban Ocon       | Alpine-Renault            | 18   | +43"373      | 14      |       | 12      |
| 14  | 6  | Nicholas Latifi    | Williams-Mercedes         | 18   | +45"977      | 16      |       | 13      |
| 15  | 63 | George Russell     | Williams-Mercedes         | 18   | +46"821      | 15      |       | 14      |
| 16  | 22 | Yuki Tsunoda       | AlphaTauri-Honda          | 18   | +49"977      | 17      |       | 15      |
| 17  | 9  | Nikita Mazepin     | Haas-Ferrari              | 18   | +1'02"599    | 20      |       | 16      |
| 18  | 88 | Robert Kubica      | Alfa Romeo Racing-Ferrari | 18   | +1'05"096    | 19      |       | 17      |
| 19  | 47 | Mick Schumacher    | Haas-Ferrari              | 18   | +1'06"154    | 18      |       | 18      |
| Rit | 10 | Pierre Gasly       | AlphaTauri-Honda          | 0    | Incidente    | 6       |       | PL      |

## Gara

### Resoconto
Prima della gara, sulla vettura di Charles Leclerc viene sostituita nuovamente la power unit. Il monegasco non è comunque penalizzato sulla griglia di partenza in quanto viene rimontata la terza specifica già utilizzata durante la stagione. Pierre Gasly parte dalla pit lane per via della sostituzione del sistema del recupero dell'energia.
Poco prima del via si riscontrano problemi tecnici anche sull'altra AlphaTauri, quella di Yuki Tsunoda, che così non può prendere parte al Gran Premio. Tutti i piloti di testa utilizzano gomme medie, a eccezione del duo della Mercedes che opta per la mescola più dura.
Daniel Ricciardo, partito in seconda posizione, prende subito il comando, relegando Max Verstappen dal posto d'onore. L'olandese viene attaccato anche da Lewis Hamilton alla Variante della Roggia: il britannico deve tagliare la curva e non riesce ad avere la meglio sull'olandese, anzi è costretto a vedersi sfilare da Lando Norris. Poco dopo, nello stesso punto, Antonio Giovinazzi entra in collisione con Carlos Sainz Jr.. La sua Alfa Romeo Racing va a sbattere contro le barriere e danneggia il musetto. L'italiano è costretto a una sosta ai box, e la direzione di corsa introduce il regime di virtual safety car, che termina nel corso del secondo giro.
La classifica è comandata da Ricciardo, che precede Verstappen, poi ci sono Norris, Hamilton, Leclerc, Sainz Jr. e Pérez. Al nono passaggio il messicano della Red Bull Racing ha la meglio, sempre alla Variante della Roggia, su Sainz Jr.. Valtteri Bottas, partito in ultima fila, inanella diversi sorpassi, tanto che dopo 14 giri è già entrato nella zona dei punti. Al quindicesimo giro Esteban Ocon si difende da un tentativo di sorpasso di Sebastian Vettel: la sua manovra è giudicata pericolosa dai commissari, che lo penalizzano di cinque secondi. Bottas prosegue nella sua scalata, passando Fernando Alonso, al diciannovesimo giro. Tre giri dopo il finlandese ha la meglio anche su Lance Stroll.
Ricciardo effettua la sua sosta al ventitreesimo giro. Verstappen attende un giro: un problema all'anteriore destra lo fa fermare ai box per oltre undici secondi. Norris, in crisi con gli pneumatici, è passato da Hamilton che, complice il pit stop dei primi due, si trova al comando. Nel giro successivo sia Hamilton che Norris passano ai box. Il cambio gomme del pilota della Mercedes non è perfetto, ma Hamilton rientra in gara davanti a Verstappen. L'olandese attacca il britannico alla prima variante, con le due vetture che entrano in rotta di collisione: la Red Bull si impenna su un cordolo e finisce sopra la Mercedes; entrambe le vetture finiscono nella ghiaia e sono costrette al ritiro. Per poter rendere la pista sicura, la direzione di gara invia in pista la vettura di sicurezza. Per Hamilton si tratta del primo ritiro per incidente dal Gran Premio di Spagna 2016, nonché della prima battuta d'arresto dal Gran Premio d'Austria 2018.
Charles Leclerc e Sainz Jr. approfittano della situazione per andare ai box a cambiare le gomme. Il monegasco rientra in gara secondo, alle spalle di Ricciardo. Seguono, nell'ordine, Norris, Pérez, Sainz Jr. e Bottas. Alla ripartenza della gara Leclerc cede subito la seconda posizione a Norris. Poco dopo il ferrarista, pur dopo un bel duello, è costretto a cedere anche a Pérez. Il messicano, però, non ha ceduto la posizione, avendo tagliato la Variante della Roggia per passare Leclerc. Nel frattempo il monegasco cede anche a Bottas. La direzione di gara sanziona Pérez con cinque secondi di penalità.
Le due McLaren si trovano al comando, seguite dal penalizzato Pérez, poi Bottas e il duo della Ferrari. Bottas si avvicina a Pérez, che a causa della penalizzazione è di fatto alle sue spalle, ma non ha lo spunto sufficiente per il sorpasso in pista. Il finlandese attacca alla Variante della Roggia, ma viene ripassato dal messicano. La lotta fra i due sembra poter rimettere in gioco per il podio anche Leclerc, che però non riesce ad avvicinarsi. A pochi giri dal termine si ritira Nikita Mazepin, parcheggiando la sua monoposto alla Variante Ascari. Viene ancora deciso il regime di virtual safety car, il quale però ha breve durata.
Ricciardo vince per l'ottava ed ultima volta in carriera una gara valida per il campionato mondiale ed ottiene al contempo il suo 32° ed ultimo podio in F1. Per l'australiano è il primo successo dal Gran Premio di Monaco 2018, alla guida della Red Bull, mentre la McLaren non si imponeva dal Gran Premio del Brasile 2012 con Jenson Button. Grazie al secondo posto di Norris, il team di Woking fa segnare la sua prima doppietta dal Gran Premio del Canada 2010. La McLaren diventa anche il primo costruttore a cogliere una doppietta in stagione. Completa il podio Bottas, partito diciannovesimo. Era dal Gran Premio d'Australia 2014 che due McLaren e una Mercedes non si classificavano fra i primi tre, mentre l'ultimo podio con tre vetture motorizzate Mercedes risaliva al Gran Premio del Messico 2015.
Sono stati tre i tempi cancellati ai piloti per non aver percorso correttamente la curva 5 (Variante della Roggia), utilizzando la via di fuga esterna, e sette i tempi cancellati per aver oltrepassato i limiti alla curva 11 (curva Alboreto), durante la gara. Nel primo caso si sono visti cancellare il tempo Nikita Mazepin, Sergio Pérez e Mick Schumacher; nel secondo caso si sono visti cancellare il tempo Lando Norris e Fernando Alonso (due volte), Daniel Ricciardo, Sebastian Vettel e George Russell (una volta).

### Risultati
I risultati del Gran Premio sono i seguenti:
| Pos | Nº | Pilota             | Costruttore               | Giri | Tempo/Ritiro                 | Griglia | Punti |
| --- | -- | ------------------ | ------------------------- | ---- | ---------------------------- | ------- | ----- |
| 1   | 3  | Daniel Ricciardo   | McLaren-Mercedes          | 53   | 1h21'54"365                  | 2       | 26    |
| 2   | 4  | Lando Norris       | McLaren-Mercedes          | 53   | +1"747                       | 3       | 18    |
| 3   | 77 | Valtteri Bottas    | Mercedes                  | 53   | +4"921                       | 19      | 15    |
| 4   | 16 | Charles Leclerc    | Ferrari                   | 53   | +7"309                       | 5       | 12    |
| 5   | 11 | Sergio Pérez       | Red Bull Racing-Honda     | 53   | +8"723                       | 8       | 10    |
| 6   | 55 | Carlos Sainz Jr.   | Ferrari                   | 53   | +10"535                      | 6       | 8     |
| 7   | 18 | Lance Stroll       | Aston Martin-Mercedes     | 53   | +15"804                      | 9       | 6     |
| 8   | 14 | Fernando Alonso    | Alpine-Renault            | 53   | +17"201                      | 10      | 4     |
| 9   | 63 | George Russell     | Williams-Mercedes         | 53   | +19"742                      | 14      | 2     |
| 10  | 31 | Esteban Ocon       | Alpine-Renault            | 53   | +20"868                      | 12      | 1     |
| 11  | 6  | Nicholas Latifi    | Williams-Mercedes         | 53   | +23"743                      | 13      |       |
| 12  | 5  | Sebastian Vettel   | Aston Martin-Mercedes     | 53   | +24"621                      | 11      |       |
| 13  | 99 | Antonio Giovinazzi | Alfa Romeo Racing-Ferrari | 53   | +27"216                      | 7       |       |
| 14  | 88 | Robert Kubica      | Alfa Romeo Racing-Ferrari | 53   | +29"769                      | 17      |       |
| 15  | 47 | Mick Schumacher    | Haas-Ferrari              | 53   | +51"088                      | 18      |       |
| Rit | 9  | Nikita Mazepin     | Haas-Ferrari              | 41   | Power unit                   | 16      |       |
| Rit | 44 | Lewis Hamilton     | Mercedes                  | 25   | Collisione con M. Verstappen | 4       |       |
| Rit | 33 | Max Verstappen     | Red Bull Racing-Honda     | 25   | Collisione con L. Hamilton   | 1       |       |
| Rit | 10 | Pierre Gasly       | AlphaTauri-Honda          | 3    | Sospensione                  | PL      |       |
| NP  | 22 | Yuki Tsunoda       | AlphaTauri-Honda          | 0    | Freni                        | –       |       |

Daniel Ricciardo riceve un punto addizionale per aver segnato il giro più veloce della gara.

## Classifiche mondiali

### Piloti
| Pos | Pilota             | Punti |
| --- | ------------------ | ----- |
| 1   | Max Verstappen     | 226,5 |
| 2   | Lewis Hamilton     | 221,5 |
| 3   | Valtteri Bottas    | 141   |
| 4   | Lando Norris       | 132   |
| 5   | Sergio Pérez       | 118   |
| 6   | Charles Leclerc    | 104   |
| 7   | Carlos Sainz Jr.   | 97,5  |
| 8   | Daniel Ricciardo   | 83    |
| 9   | Pierre Gasly       | 66    |
| 10  | Fernando Alonso    | 50    |
| 11  | Esteban Ocon       | 45    |
| 12  | Sebastian Vettel   | 35    |
| 13  | Lance Stroll       | 24    |
| 14  | Yuki Tsunoda       | 18    |
| 15  | George Russell     | 15    |
| 16  | Nicholas Latifi    | 7     |
| 17  | Kimi Räikkönen     | 2     |
| 18  | Antonio Giovinazzi | 1     |

### Costruttori
| Pos | Costruttore               | Punti |
| --- | ------------------------- | ----- |
| 1   | Mercedes                  | 362,5 |
| 2   | Red Bull Racing-Honda     | 344,5 |
| 3   | McLaren-Mercedes          | 215   |
| 4   | Ferrari                   | 201,5 |
| 5   | Alpine-Renault            | 95    |
| 6   | AlphaTauri-Honda          | 84    |
| 7   | Aston Martin-Mercedes     | 59    |
| 8   | Williams-Mercedes         | 22    |
| 9   | Alfa Romeo Racing-Ferrari | 3     |

## Decisioni della FIA
Al termine della gara, Max Verstappen, Lewis Hamilton e Lance Stroll vengono convocati dai commissari sportivi: i primi due per l'incidente alla seconda curva, mentre il terzo per non aver rispettato il regime di doppie bandiere gialle. Verstappen viene penalizzato di tre posizioni sulla griglia di partenza e di due punti sulla superlicenza del successivo Gran Premio di Russia, mentre Stroll riceve un avvertimento.